# Eresina crola
Eresina crola är en fjärilsart som beskrevs av Talbot 1935. Eresina crola ingår i släktet Eresina och familjen juvelvingar. Inga underarter finns listade i Catalogue of Life.